# Емельянова, Полина Александровна
Полина Александровна Емелья́нова (1907—1983) — советская актриса оперетты (сопрано). Заслуженная артистка РСФСР (1947). Лауреат Сталинской премии второй степени (1946).

## Биография
Родилась 25 декабря 1906 (7 января 1907) в Мелитополе Таврической губернии (ныне — город в Запорожской области Украины), в мещанской семье.
В 1923 году окончила балетную школу Е. И. Мейнгардт со свидетельством «Акробатичка. Солистка балета».
В 1925 году начинает работать в Передвижном театре оперетты И. В. Черномора, затем переходит в опереточную труппу Леонидова, работавшую на Северном Кавказе (амплуа каскадной актрисы). В 1930—1931 годах работала в драматической труппе Севастополя. С 1932 года Емельянова — балерина передвижной опереточной труппы, гастролировавшей в Минске, Витебске, Николаеве, Полтаве и в 1933 году ставшей основой труппы Свердловского театра музыкальной комедии, амплуа — субретка, также исполняла характерные роли.
П. А. Емельянова сыграла все основные роли своего амплуа в классических опереттах, привлекая танцевальностью, лёгкостью и задором. Она обладала чувством комического, умела создавать острые, живые, часто гротескные сценические характеры. Полина Емельянова и её муж, актёр Свердловского театра музыкальной комедии Анатолий Маренич, были одним из самых ярких творческих дуэтов театра.
Скончалась 3 марта 1983 года в Свердловске. Похоронена на Широкореченском кладбище.

## Признание и награды
- Сталинская премия второй степени (1946) — за исполнение роли мадам Нитуш в «Табачном капитане» В. В. Щербачёва
- Заслуженная артистка РСФСР (1947)
- Орден «Знак Почёта» (10.11.1953)[3].

## Роли в театре

### Свердловский театр музыкальной комедии
- 1933 — Роз Мари Р. Фримля и Г. Стотгардта — Ванда (первый спектакль театра)
- 1935 — «Холопка» Н. М. Стрельникова — Полинька
- 1939 — «На берегу Амура» Б. А. Александрова — Сима
- 1944 — «Табачный капитан» В. В. Щербачёва — мадам Нитуш
- 1945 — «Бронзовый бюст» И. Н. Ковнера — Миличка Кротова
- 1945 — «Девичий переполох» Ю. С. Милютина — Настасья
- 1955 — «Марк Береговик» К. А. Кацман — Затрешина
- «Свадьба в Малиновке» Б. А. Александрова — Гапуся, Яринка
- «Принцесса цирка» И. Кальмана — Каролина
- «Миллион терзаний» И. О. Дунаевского — Шура
- «Трембита» Ю. С. Милютина — Парася Никаноровна
- «Простор широкий» Е. П. Родыгина — Глафира
- «Баядера» И. Кальмана — Мариэтта
- «Сильва» И. Кальмана — Стасси
- «Марица» И. Кальмана — Вожена